# La Roue Tourangelle 2021
La 19.ª edición de la clásica ciclista La Roue Tourangelle fue una carrera en Francia que se celebró el 4 de abril de 2021 con inicio en la ciudad de Sainte-Maure-de-Touraine y final en la ciudad de Tours sobre un recorrido de 203,79 kilómetros.
La carrera formó parte del UCI Europe Tour 2021, calendario ciclístico de los Circuitos Continentales UCI, dentro de la categoría 1.1 y fue ganada por el francés Arnaud Démare del Groupama-FDJ. Completaron el podio, como segundo y tercer clasficado respectivamente, los también franceses Nacer Bouhanni del Arkéa Samsic y Marc Sarreau del AG2R Citroën.

## Equipos participantes
Tomaron parte en la carrera 22 equipos: 4 de categoría UCI WorldTeam, 13 de categoría UCI ProTeam y 5 de categoría Continental. Formaron así un pelotón de 149 ciclistas de los que acabaron 120. Los equipos participantes fueron:
| WorldTeams (4)- AG2R Citroën Team - Cofidis - Groupama-FDJ - Intermarché-Wanty-Gobert Matériaux ProTeams (13)- Androni Giocattoli-Sidermec - Arkéa-Samsic - B&B Hotels p/b KTM - Bingoal Pauwels Sauces WB - Burgos-BH - Caja Rural-Seguros RGA - Delko - Euskaltel-Euskadi - Gazprom-RusVelo - Rally Cycling - Sport Vlaanderen-Baloise - Total Direct Énergie - Uno-X Pro Cycling Team Equipos continentales (5)- Saint Michel-Auber 93 - Swiss Racing - Lotto-Kern-Haus - Vorarlberg - Xelliss-Roubaix Lille Métropole |
| |

## Clasificación final
- Las clasificaciones finalizaron de la siguiente forma:[3]

| \| Clasificación general \| Clasificación general \| Clasificación general \| Clasificación general \| Clasificación general \| \| Ciclista \| Ciclista \| Equipo \| Tiempo \| \| \| --------------------- \| --------------------- \| ---------------------------------- \| --------------------- \| --------------------- \| \| 1.º \| Arnaud Démare \| Groupama-FDJ \| 4 h 52 min 59 s \| \| \| 2.º \| Nacer Bouhanni \| Arkéa-Samsic \| + 0 s \| \| \| 3.º \| Marc Sarreau \| AG2R Citroën Team \| + 0 s \| \| \| 4.º \| Bram Welten \| Arkéa-Samsic \| + 0 s \| \| \| 5.º \| Simone Consonni \| Cofidis \| + 0 s \| \| \| 6.º \| Biniam Girmay \| Delko \| + 0 s \| \| \| 7.º \| Andrea Pasqualon \| Intermarché-Wanty-Gobert Matériaux \| + 0 s \| \| \| 8.º \| Luca Mozzato \| B&B Hotels p/b KTM \| + 0 s \| \| \| 9.º \| Milan Menten \| Bingoal Pauwels Sauces WB \| + 0 s \| \| \| 10.º \| Lorrenzo Manzin \| Total Direct Énergie \| + 0 s \| \| |                  |                                    |                 |
| |                  |                                    |                 |
| Fuente: ProCyclingStats |                  |                                    |                 |
| Clasificación general |                  |                                    |                 |
| Ciclista | Ciclista         | Equipo                             | Tiempo          |
| 1.º | Arnaud Démare    | Groupama-FDJ                       | 4 h 52 min 59 s |
| 2.º | Nacer Bouhanni   | Arkéa-Samsic                       | + 0 s           |
| 3.º | Marc Sarreau     | AG2R Citroën Team                  | + 0 s           |
| 4.º | Bram Welten      | Arkéa-Samsic                       | + 0 s           |
| 5.º | Simone Consonni  | Cofidis                            | + 0 s           |
| 6.º | Biniam Girmay    | Delko                              | + 0 s           |
| 7.º | Andrea Pasqualon | Intermarché-Wanty-Gobert Matériaux | + 0 s           |
| 8.º | Luca Mozzato     | B&B Hotels p/b KTM                 | + 0 s           |
| 9.º | Milan Menten     | Bingoal Pauwels Sauces WB          | + 0 s           |
| 10.º | Lorrenzo Manzin  | Total Direct Énergie               | + 0 s           |

## UCI World Ranking
La Roue Tourangelle otorgó puntos para el UCI World Ranking para corredores de los equipos en las categorías UCI WorldTeam, UCI ProTeam y Continental. Las siguientes tablas muestran el baremo de puntuación y los 10 corredores que obtuvieron más puntos:
| Posición   | 1.º | 2.º | 3.º | 4.º | 5.º | 6.º | 7.º | 8.º | 9.º | 10.º | 11.º | 12.º | 13.º-15.º | 16.º-25.º |
| Puntuación | 125 | 85  | 70  | 60  | 50  | 40  | 35  | 30  | 25  | 20   | 15   | 10   | 5         | 3         |

| Clasificación |                  |                                    |        |
| Posición      | Ciclista         | Equipo                             | Puntos |
| ------------- | ---------------- | ---------------------------------- | ------ |
| 1.º           | Arnaud Démare    | Groupama-FDJ                       | 125    |
| 2.º           | Nacer Bouhanni   | Arkéa Samsic                       | 85     |
| 3.º           | Marc Sarreau     | AG2R Citroën                       | 70     |
| 4.º           | Bram Welten      | Arkéa Samsic                       | 60     |
| 5.º           | Simone Consonni  | Cofidis, Solutions Crédits         | 50     |
| 6.º           | Biniam Girmay    | Delko                              | 40     |
| 7.º           | Andrea Pasqualon | Intermarché-Wanty-Gobert Matériaux | 35     |
| 8.º           | Luca Mozzato     | B&B Hotels p/b KTM                 | 30     |
| 9.º           | Milan Menten     | Bingoal Pauwels Sauces WB          | 25     |
| 10.º          | Lorrenzo Manzin  | Total Direct Énergie               | 20     |